# Miguel Rellán
Miguel Ángel Rellán García (Tetuán, Protectorado español de Marruecos; 7 de noviembre de 1943) es un actor español que ha participado en numerosas películas, obras de teatro y series de televisión.

## Biografía
Miguel Rellán nació en 1943 en la ciudad de Tetuán, donde su padre trabajaba como médico. Cuando estudiaba Medicina en la Universidad de Sevilla, empezó a participar en un grupo de teatro independiente. Su dedicación al teatro fue desplazando sus estudios universitarios y cuando estaba a punto de terminar Medicina decidió abandonarla para intentar dedicarse profesionalmente a la interpretación. Allí ingresó en el Teatro Español Universitario y fundó Esperpento, uno de los grupos de teatro independiente de mayor renombre durante cuatro años (1965-1969).
Para continuar su carrera como actor, marchó a Madrid, donde sus inicios en la profesión fueron laboriosos. A partir de 1974, intervino en montajes teatrales, programas dramáticos y series filmadas para televisión y producciones cinematográficas, debutando con la película El perro (1977), de Antonio Isasi-Isasmendi. También participó en El crack y El crack II, de José Luis Garci y a las órdenes de José Luis Cuerda en El bosque animado y Amanece, que no es poco. Igualmente en El perro del hortelano, de Pilar Miró.
Debe su popularidad al medio televisivo, habiendo protagonizado series de éxito como La Regenta, Menudo es mi padre o Compañeros. En 2015, se incorporó como personaje recurrente a la novena temporada de La que se avecina.
En el teatro, que considera su gran pasión y donde selecciona más las obras y autores con los que trabaja, ha interpretado a grandes clásicos y contemporáneos como Calderón de la Barca, Lope de Vega, Valle Inclán, Bertolt Brecht o Mihura.
Su primera experiencia como escritor fue Seguro que el músico resucita (Valdemar, 1998).

## Filmografía

### Largometrajes
| Año  | Título                                  | Personaje                    | Dirección                                   |
| ---- | --------------------------------------- | ---------------------------- | ------------------------------------------- |
| 1977 | Mala racha                              |                              | José Luis Cuerda                            |
| 1977 | El perro                                | Guerrillero                  | Antonio Isasi-Isasmendi                     |
| 1978 | Soldados                                | Comunista                    | Alfonso Ungría                              |
| 1978 | Jaque a la dama                         |                              | Francisco Rodríguez Fernández               |
| 1978 | Solos en la madrugada                   | Daniel                       | José Luis Garci                             |
| 1980 | Otra vez adiós                          |                              | Miguel Ángel Rivas                          |
| 1980 | El hombre de moda                       | Profesor                     | Fernando Méndez-Leite                       |
| 1980 | Viva la clase media                     | Alejandro                    | José María González Sinde                   |
| 1981 | Alma, Verano                            | Padre de Alma                | Marc Romero                                 |
| 1981 | Tántalo                                 | Andrés Bonet                 | Jorge Romeo                                 |
| 1981 | Adulterio nacional                      |                              | Francisco Lara Polop                        |
| 1981 | Las aventuras de Enrique y Ana          |                              | Tito Fernández                              |
| 1981 | El crack                                | Cárdenas 'El Moro'           | José Luis Garci                             |
| 1981 | Demasiado para Gálvez                   | La competencia               | Antonio Gonzalo                             |
| 1981 | La patria del rata                      | Miembro del PSOE             | Francisco Lara Polop                        |
| 1981 | La masajista vocacional                 | Empleado compañía de seguros | Francisco Lara Polop                        |
| 1981 | Habibi, amor mío                        |                              | Luis Gómez Valdivieso                       |
| 1982 | Femenino singular                       |                              | Juanjo López                                |
| 1982 | Le llamaban J.R                         | Anacleto Carnes              | Francisco Lara Polop                        |
| 1982 | Asesinato en el Comité Central          | Leveder                      | Vicente Aranda                              |
| 1982 | Corazón de papel                        | Paparazzi                    | Roberto Bodegas                             |
| 1982 | La colmena                              | Cliente del prostíbulo       | Mario Camus                                 |
| 1982 | Pares y nones                           | Faustino                     | José Luis Cuerda                            |
| 1982 | Estoy en crisis                         | Policía 1                    | Fernando Colomo                             |
| 1982 | Las chicas del bingo                    | Amigo de Vicente             | Julián Esteban                              |
| 1982 | Copia cero                              |                              | Eduardo Campoy, José Luis Fernández Pacheco |
| 1983 | El crack II                             | Cárdenas 'Moro'              | José Luis Garci                             |
| 1983 | J.R. contraataca                        | Anacleto Carnes              | Francisco Lara Polop                        |
| 1983 | Juego de poder                          |                              | Fausto Canel                                |
| 1983 | Total                                   | Luciano                      | José Luis Cuerda                            |
| 1983 | Los caraduros                           | Periodista 2                 | Antonio Ozores                              |
| 1983 | El sueño del mar                        |                              | Jesús Yagüe                                 |
| 1984 | Café, coca y puro                       | Jordi                        | Antonio del Real                            |
| 1984 | Tasio                                   | Cura                         | Montxo Armendáriz                           |
| 1984 | Dos mejor que uno                       | Ejecutivo 1                  | Ángel Llorente                              |
| 1984 | Las bicicletas son para el verano       | Basilio                      | Jaime Chávarri                              |
| 1984 | Todo va mal                             |                              | Emilio Martínez Lázaro                      |
| 1985 | Sé infiel y no mires con quién          | Recepcionista de hotel       | Fernando Trueba                             |
| 1985 | Marbella, un golpe de cinco estrellas   | Gustavo                      | Miguel Hermoso                              |
| 1985 | A la pálida luz de la luna              | Casimiro                     | José María González Sinde                   |
| 1985 | La vieja música                         | Manuel                       | Mario Camus                                 |
| 1985 | Luces de bohemia                        | Don Gay                      | Miguel Ángel Díez                           |
| 1986 | El hermano bastardo de Dios             | Miliciano                    | Benito Rabal                                |
| 1986 | El viaje a ninguna parte                | Dr. Arencibia                | Fernando Fernán Gómez                       |
| 1986 | Cara de acelga                          | Paquito                      | José Sacristán                              |
| 1986 | La vida alegre                          | Eduardo                      | Fernando Colomo                             |
| 1986 | Tata mía                                | Alberto                      | José Luis Borau                             |
| 1986 | Terroristas                             | Enrique                      | Antonio Gonzalo                             |
| 1986 | Absalón                                 | Jonadas                      | José María Quero                            |
| 1986 | Philippe de Monte                       |                              | Jesús García de Dueñas                      |
| 1987 | Jarrapellejos                           | Gato                         | Antonio Giménez-Rico                        |
| 1987 | El bosque animado                       | Fiz de Cotovelo              | José Luis Cuerda                            |
| 1988 | El aire de un crimen                    | Doctor Sebastián             | Antonio Isasi-Isasmendi                     |
| 1988 | Amanece, que no es poco                 | Carmelo, el borracho         | José Luis Cuerda                            |
| 1988 | Bajarse al moro                         | Cura                         | Fernando Colomo                             |
| 1988 | El vuelo de la paloma                   | Miguel                       | José Luis García Sánchez                    |
| 1988 | Soldadito español                       | Angel Perales                | Antonio Giménez-Rico                        |
| 1988 | Loco veneno                             | Comisario                    | Miguel Hermoso                              |
| 1988 | Pasodoble                               | Velázquez                    | José Luis García Sánchez                    |
| 1988 | El juego más divertido                  | Longinos Vázquez             | Emilio Martínez Lázaro                      |
| 1988 | Las gallinas de Cervantes               | Cervantes                    | Alfredo Castellón                           |
| 1989 | Ovejas negras                           | Adolfo, adulto               | José María Carreño                          |
| 1989 | El baile del pato                       | Agente 1                     | Manuel Iborra                               |
| 1990 | ¡Ay, Carmela!                           | Teniente interrogador        | Carlos Saura                                |
| 1991 | Cómo ser mujer y no morir en el intento | Alfredo                      | Ana Belén                                   |
| 1991 | El día que nací yo                      | Pepe Medina                  | Pedro Olea                                  |
| 1992 | El maestro de esgrima                   | Cárceles                     | Pedro Olea                                  |
| 1993 | Todos a la cárcel                       | Perales                      | Luis García Berlanga                        |
| 1995 | El perro del hortelano                  | Fabio                        | Pilar Miró                                  |
| 1997 | Corazón loco                            | Mendigo                      | Antonio del Real                            |
| 1997 | En brazos de la mujer madura            |                              | Manuel Lombardero                           |
| 2000 | ¡Ja me maaten...!                       | Sacerdote                    | Juan Muñoz                                  |
| 2001 | No te fallaré                           | Félix                        | Manuel Ríos San Martín                      |
| 2002 | Cuando todo esté en orden               | Gerardo                      | César Martínez Herrada                      |
| 2004 | El chocolate del loro                   | Don Agustín                  | Ernesto Martín                              |
| 2004 | Tiovivo c. 1950                         | Santi                        | José Luis Garci                             |
| 2005 | Ninette                                 | Don Roque                    | José Luis Garci                             |
| 2007 | Días de cine                            | José María Culebras          | David Serrano de la Peña                    |
| 2007 | Ekipo Ja                                | Sacerdote                    | Juan Muñoz                                  |
| 2008 | Animales de compañía                    | Rafa                         | Nicolás Muñoz                               |
| 2008 | Sangre de mayo                          | Mauro Requejo                | José Luis Garci                             |
| 2011 | No lo llames amor, llámalo X            | Alfonso                      | Oriol Capel                                 |
| 2011 | ¿Estás ahí?                             | Jorge                        | Roberto Santiago                            |
| 2013 | Ilusión                                 | J. Castro                    | Daniel Castro                               |
| 2014 | Pixel Theory (La Biblioteca de Lucien)  | Don Infantino 'El Fundador'  | David Galán Galindo                         |
| 2014 | Las ovejas no pierden el tren           | Rodrigo                      | Álvaro Fernández Armero                     |
| 2014 | El señor Manolo                         | Don Manuel (voz)             | Fernando Osuna Mascaró                      |
| 2015 | A cambio de nada                        | Profesor                     | Daniel Guzmán                               |
| 2015 | La española inglesa                     | Cervantes                    | Marco A. Castillo                           |
| 2016 | Villaviciosa de al lado                 | Aurelio                      | Nacho G. Velilla                            |
| 2016 | El pasado nunca muere                   |                              | Danny Nida                                  |
| 2017 | Toc Toc                                 | Paciente nuevo grupo 2       | Vicente Villanueva                          |
| 2018 | Tiempo después                          | Don Antonio                  | José Luis Cuerda                            |
| 2020 | Madrid, int.                            | Miguel Rellán                | Juan Cavestany                              |
| 2022 | Me he hecho viral                       | Padre de Mabel               | Jorge Coira                                 |
| 2022 | Voy a pasármelo bien                    | Profesor Colegio             | David Serrano                               |
| 2022 | Código Emperador                        | Galán                        | Jorge Coira                                 |
| 2023 | La vida empieza hoy                     |                              | Tonet Ferrer                                |
| 2023 | Caleta Palace                           | Sir Peter Chalmers-Mitchell  | José Antonio Hergueta                       |
| 2024 | Matusalén                               | Decano                       | David Galán Galindo                         |

### Cortometrajes
| Año  | Título                                   | Personaje               | Dirección                     |
| ---- | ---------------------------------------- | ----------------------- | ----------------------------- |
| 1986 | Futuro perfecto                          |                         | Antonio del Real              |
| 1986 | No somos nadie                           |                         | Nicolás Muñoz Avia            |
| 1998 | Perdón, perdón                           | Vecino                  | Manuel Ríos San Martín        |
| 1999 | Cuantísimo peligro                       |                         | Carlos Matas, Susana Palacios |
| 1999 | El síndrome Martins                      |                         | Jaime Magdalena               |
| 2001 | La foto                                  | Sebastián               | Ricardo A. Solla              |
| 2002 | Revolución                               | Hombre en su habitación | Martín Rosete                 |
| 2003 | Perro                                    | Barman                  | Manuel Feijóo                 |
| 2005 | 0, 7 ya!                                 | Ministro de Economía    | Alfredo Medina                |
| 2007 | Mejor solo                               | Gonzalo                 | Jorge Dantart                 |
| 2010 | Sin palabras                             | Guzman                  | Bel Armenteros                |
| 2010 | Genio y figura                           | Padre                   | Hatem Khraiche                |
| 2014 | 40 aniversario                           | Él                      | J. Enrique Sánchez            |
| 2017 | Amigos... hasta que la muerte nos separe | Luis                    | Mercedes Sierra               |
| 2017 | Le chat doré                             | Clarinetista            | Nata Moreno                   |
| 2017 | Tarde de pesca                           | Abuelo                  | Hugo De la Riva               |
| 2017 | Home, Sweet Home                         | Emilio                  | Carlos Polo                   |
| 2018 | Con Paquito era mejor                    | Paquito                 | Adán Pichardo                 |
| 2018 | Tono Menor                               | Miguel                  | Iván Sáinz-Pardo              |
| 2020 | Arrugas y silencios                      | Personaje 1             | Gabriela de la Fuente         |
| 2020 | Frágil                                   | El hombre               | Oscar Villarroya              |

### Televisión
- Sentimos las molestias (2022-presente) como Rafael Jiménez.
- Maricón perdido[2] (2021) como el Abuelo.
- Tiempos de guerra (2017) como Dámaso
- Vergüenza (2017-2018; 2020) como Carlos
- Cuéntame cómo pasó (2016) como General
- La que se avecina (2016) como Cristóbal López Garrido
- Águila Roja (2015) como El emisario real
- El ministerio del tiempo (2015-2016) como Gil Pérez
- Los misterios de Laura (2011, 2014) como Isidoro de la Villa / Sebastián de la Villa
- Frágiles (2013) como Ricardo
- Fenómenos (2012) como Eugenio Nebot
- Rescatando a Sara (2011) como Ministro de exteriores
- Historias robadas (2011) como Doctor Gil
- Plaza de España (2011) como Don Benito
- Raphael: una historia de superación personal (2010) como Doctor Llano
- El comisario (2008-2009) como el comisario Yuste
- Soy el solitario (2008)
- La dársena de poniente(2007) como Leopoldo
- Películas para no dormir: Regreso a Moira (2006), de Mateo Gil como Vicente
- Los Serrano (2005) (Personaje episódico)
- Paco y Veva (2004) como Clemente
- Compañeros (1998-2002) como Félix Torán
- Menudo es mi padre (1996-1998) como Antonio
- La Regenta (1995), de Fernando Méndez Leite como Frígilis
- El Buscavidas (1993) como Fermín
- Tango (1992) como Aledre
- Una hija más (1991) como Demetrio Sánchez
- Las gallinas de Cervantes (1988) como Cervantes
- Turno de oficio: cap 5.°: "Cosecha del 73" (1986) como El Pato
- Goya (1985)
- Los desastres de la guerra (1983)
- Juanita la larga (1982) como El cura

### Teatro
- El gran teatro del mundo (1981), de Calderón de la Barca.
- La coartada, de Fernando Fernán Gómez.
- Amadeus, de Peter Shaffer.
- Las reclamaciones, de Valle-Inclán.
- El caballero de Olmedo, de Lope de Vega.
- La lozana andaluza, de Francisco Delicado.
- La infanta palancona, de Francisco de Quevedo.
- El alcalde de Zalamea, de Calderón de la Barca.
- Comedia veneciana de la cucaracha, de Miguel Rellán.
- Fuenteovejuna, de Lope de Vega.
- Volpone, de Ben Jonson.
- La murga, de Alfonso Jiménez Romero.
- Soldados, de Rolf Hochhuth.
- Novecento, de Alessandro Baricco
- Los cabellos de Absalon (1983), de Calderón de la Barca.
- Cuentos del Burdel (2005), de Miguel Hermoso.
- Marat Sade (2007), de Peter Weiss.
- La abeja reina (2009), de Charlotte Jones.
- Al final del arco iris (2011), de Peter Quilter.
- Los hijos se han dormido (2012), de Daniel Veronese, adaptación de La gaviota de Chejov.
- Luces de bohemia (2012), de Valle-Inclán.
- El viaje a ninguna parte (2014), de Fernando Fernán Gómez
- Ninette y un señor de Murcia (2015), de Miguel Mihura
- Cartas de amor (2017), de A.R. Gurney[3]
- 7 años (2018), de José Cabeza

## Premios y candidaturas
Premios Goya
| Año  | Categoría                                 | Película | Resultado |
| ---- | ----------------------------------------- | -------- | --------- |
| 1986 | Mejor interpretación masculina de reparto | Tata mía | Ganador   |

Premios de la Unión de Actores
| Año  | Categoría                                     | Trabajo                                       | Resultado |
| ---- | --------------------------------------------- | --------------------------------------------- | --------- |
| 1992 | Mejor interpretación secundaria de televisión | Tango                                         | Ganador   |
| 2014 | Mejor actor protagonista de teatro            | Novecento. La leyenda del pianista del océano | Ganador   |

Fotogramas de Plata
| Año  | Categoría                 | Película/Serie                                  | Resultado |
| ---- | ------------------------- | ----------------------------------------------- | --------- |
| 1987 | Mejor actor de cine       | Cara de acelga El bosque animado La vida alegre | Finalista |
| 1993 | Mejor actor de televisión | El Buscavidas                                   | Finalista |
| 1998 | Mejor actor de televisión | Compañeros                                      | Finalista |

Medallas del Círculo de Escritores Cinematográficos
| Año  | Categoría              | Película       | Resultado |
| ---- | ---------------------- | -------------- | --------- |
| 2008 | Mejor actor secundario | Sangre de mayo | Nominado  |

Premios Feroz
| Año  | Categoría                           | Película        | Resultado |
| ---- | ----------------------------------- | --------------- | --------- |
| 2018 | Mejor actor de reparto de una serie | Vergüenza       | Ganador   |
| 2019 | Mejor actor de reparto de una serie | Vergüenza       | Nominado  |
| 2022 | Mejor actor de reparto de una serie | Maricón perdido | Nominado  |

Premios Fugaz al cortometraje español
| Año  | Categoría       | Cortometraje     | Resultado |
| ---- | --------------- | ---------------- | --------- |
| 2017 | Premio homenaje | Toda una carrera | Ganador   |
| 2019 | Mejor actor     | Tono menor       | Nominado  |

Otros premios
- 1982: Finalista Guía del Ocio de Cine por El crack.
- 1986: Premio Mundo Abierto por La vieja música.
- 1988: Premio Europa de TV por Las gallinas de Cervantes.
- 2002: Premio del Festival de Cortometrajes de Cortada (en Vitoria) por Revolución.
- 2003: Premio del Festival de Cortometrajes del Mediterráneo por Revolución.
- 2005: Premio Racimo de Valladolid (Semana Internacional de Cine de Valladolid) por Cuentos del Burdel.
- 2012: I Premio Ceres del Festival de Mérida por Luces de bohemia.

Premios por su trayectoria
- 2001: Premio José Isbert del Festival Internacional de Cine de Comedia de Peñíscola.
- 2010: Premio Luis Ciges del Festival de Cine de Islantilla.
- 2011: Premio Retina Especial del Festival de Cine de Ponferrada.
- 2020: Premio José Sacristán de la Semana de Cine de Melilla[5]
- 2023: Premio Godot de Honor.